# Sail in de tropen
Tekst in superscriptSail in de tropen was een tentoonstelling in het Amsterdamse Tropenmuseum van 16 juni 1990 tot en met 6 januari 1991.
De opening van deze tentoonstelling viel samen met de vierde hoofdstedelijke maritieme manifestatie Sail Amsterdam. De opzet was om het museumpubliek kennis te laten maken met de zeilvaart buiten Europa door de presentatie van een belangrijk deel van de eigen grote collectie niet-westerse scheepsmodellen. Door de vooroorlogse geschiedenis van het Tropenmuseum als Koloniaal Museum bestaat deze collectie voornamelijk uit Aziatische modellen, in het bijzonder die uit het voormalige Nederlands-Indië. Maar ook scheepsmodellen uit andere delen van de wereld, die destijds tot de door het Tropenmuseum overgenomen verzameling van het Ethnographisch Museum Artis behoorden, werden getoond. 
De tentoonstelling schetste een korte geschiedenis van de zeilvaart in de wereld aan de hand van modellen van Indonesische zeilprauwen en, onder meer, de Arabische dhow, volgens de tentoonstellingmakers "het schip van Sindbad de Zeeman", de Chinese jonk en Oceanische vlerkprauwen. Behalve handelsschepen werd op de tentoonstelling ook ruim aandacht besteed aan rituele schepen, die op vele plaatsen in de wereld de symbolische voertuigen zijn van de zielen der overledenen naar het dodenrijk, zoals bij de Asmat van Nieuw-Guinea en de Dayak van Borneo. De expositie over de tropische zeilvaart werd gecompleteerd door scheepsonderdelen en kaarten.

## Bron
Bij de tentoonstelling verscheen een gelijknamige brochure van tien pagina's, geïllustreerd met enkele tekeningen.